# Проезд Добролюбова
Прое́зд Добролю́бова — улица на севере Москвы в Бутырском районе Северо-восточного административного округа, между улицей Добролюбова и Огородным проездом. Назван в 1996 году по соседней улице Добролюбова.

## Учреждения и организации
- дом 3/5, строение 1 — «ИКС-холдинг» (издательство, журнал);
- дом 6А — производственное объединение Мосхлебтранс, филиал ГУП Мосавтотранс;
- дом 6А, строение 3 — Грузовая станция ОГИБДД УВД (СВАО);
- дом 8А — Растворно-бетонный узел «Добролюбово», фирма «Бетон»;
- дом 11 — АПО «Проект-Реализация».

## Примечательные здания
- Дом № 3 — доходный дом С. Д. Катеринич, арх. Балбашевский И. А., фасад по проекту Ильина Л. А., 1904—1906[1].
- Дом № 19 — дом акционерного общества «Строитель», арх. Яков Гевирц, 1912–1915[2].